# آمه‌فوریکوزو
آمه‌فوریکُوزو (雨降小僧, 雨降り小僧) نوعی یوکای ژاپنی است. تصویری از این یوکای در مجموعه یوکای اثر توری‌یاما سکیئن وجود دارد که به نقاشی کونجاکو گازو زوکو هیاکی «تصویر صد دیو گذشته و حال» معروف است، و همچنین می‌توان آن‌ها را در ژانر کیبیوشی در میان سایر نشریات همان دوران مشاهده کرد.

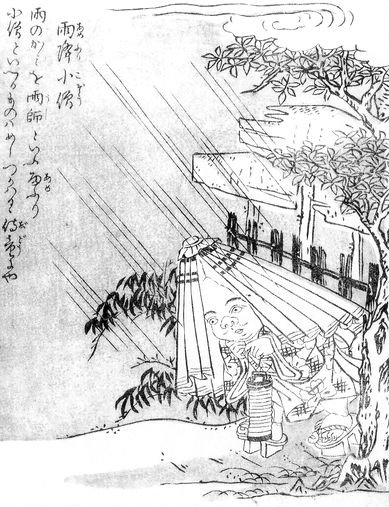
آمه‌فوریکوزو از کتاب کونجاکو گازو زوکو هیاکی اثر توری‌یاما سکیئن

آمه‌فوریکوزو شبیه به پسران جوان هستند. آن‌ها کیمونوهای کودکانه، کفش‌های چوبی می‌پوشند و کلاه‌های حصیری لبه پهن یا چتر بر روی سر خود می‌گذارند. اما آن‌ها خیلی بامزه نیستند و بینی‌های گوشتی و رو به بالا دارند. با وجود ظاهر کودکانه، آمه‌فوریکوزو وظیفه‌ای بسیار مهم یعنی موجبات بارندگی را بر عهده دارند. هر جا که می‌روند سبب تشکیل ابر می‌شوند و باران می‌بارد. آن‌ها خجالتی هستند و به ندرت مستقیماً با انسان‌ها تعامل دارند. با این حال، آن‌ها از دزدیدن چترهای مردم و پوشیدن آن به عنوان کلاه لذت می‌برند. آن‌ها سپس باعث می‌شوند که باران بر قربانیان خود ببارد. در چین باستان، آمه‌فوریکوزو را به عنوان خادمان ایزد بارنگی برمی‌شمردند، که در ژاپنی به اوشی معروف است.